# 温州文化
温州古称“东瓯”，为“百越之地”，地处东南沿海，温州有人类活动的历史悠久，2002年出土的“老鼠山遗址”表明，5000年之前，温州地区就已经有古人类居住。先秦时期，温州为蛮荒之地，人口稀少，文化也并不发达，秦始皇统一全国之后，设置闽中郡，温州因此得到开发。西漢惠帝三年（前192年），惠帝劉盈立騶搖為東海王，都東甌，即今天的温州市区。永嘉之乱后，汉人大举南迁，史称衣冠南渡，这也导致了温州的人口增长。東晉明帝太寧元年（323年），置永嘉郡，舊城為東晉著名學者郭璞根據風水思想而建。当时郭璞见数峰错立，状如北斗，華蓋山鎖“北斗之口”，以此設計溫州城。故而溫州有“山如北斗城似锁”之美称，別稱“斗城”。又因为建成时有白鹿衔花而过，别称“鹿城”。温州风景优美，谢灵运做永嘉太守时，在此开了中国山水诗的先河。位于温州瓯江上的江心屿风景秀丽，唐宋时期有大量诗人驻足，留下诗句众多，故而别称诗之岛。及至宋朝，尤其是南宋，随着全国政治中心的南移，以及北方汉人又一次的大规模南迁，温州的文化也进一步的得到发展。一时间，学者大家辈出，史稱“温多士，为东南最”，陈亮稱“人物满东瓯”。黄宗羲指出：“永嘉之学，教人就事上理会，步步着实，言之必使可行，足以开物成务。盖亦鉴一种闭眉合眼，目蒙瞳精神，自附道学者，于古今事物之变不知为何等也。”。永嘉学派也随着产生，成为南宋時期中国重要的一個儒家學派之一，與朱熹的「理學」、陸九淵的「心學」呈鼎足相抗之勢。永嘉学派的核心思想为“事功”学说，此亦为永嘉學派的最大特點，主張利與義的一致性，「以利和義，不以義抑利」，反對某些道學家的空談義理。葉適为永嘉学派之集大成者。由于南宋时期温州文人学士辈出，故而温州也被称作“东南邹鲁”。值得一提的是，因为温州三面环山，一面环海，故而地理十分封闭，温州的主体方言温州话故而继承了许多古代汉语的特征，没有随北方吴语演变为现代吴语，仍然保持宋朝时期甚至更早时期汉语的特点，因此，温州话作为温州最具代表性的象征，也被称作是古汉语的“活化石”。永嘉学派对温州人的文化思想影响很大，造成了温州人追逐利益，脚踏实地的作风。到了元朝，温州出现了中国最早的戏剧形式——南戏。永嘉昆曲，温州鼓词等也是温州重要的戏剧品种。进入现代，尤其是改革开放之后，温州的商业文明再一次复苏，全民皆商，温州也一度被认为是只知道金钱的“文化沙漠”。然而，根据中国社科院的《2009中国城市竞争力蓝皮书》，温州被列为全中国（含港澳台）最具文化竞争力的城市，其特点恰恰就表现在温州浓厚的商业气氛上。

## 文化学派
参见：永嘉学派、浙东学派
永嘉學派最早提出了「事功」思想，亦是永嘉學派最大的特點，主張利與義的一致性，「以利和義，不以義抑利」，反對某些道學家的空談義理。以葉適为集大成者，至今温州仍然有地名“水心”以纪念他。

## 戏剧歌谣
- 南宋有永嘉学派和以“永嘉四灵”为代表的江湖诗派。
- 温州是中国戏剧鼻祖－南戏的发源地。
- 温州是“永昆”（永嘉昆剧，昆剧最重要的流派之一）的基地。戏剧界有“南昆北昆，不如永昆”之说。
- 温州鼓词保存至今，采用瑞安话在民间广为传唱。
- 温州童谣以温州话传唱，朗朗上口。

但随着普通话的普及，以温州话为载体的各种戏剧歌谣形式遭到巨大威胁。

## 特产饮食

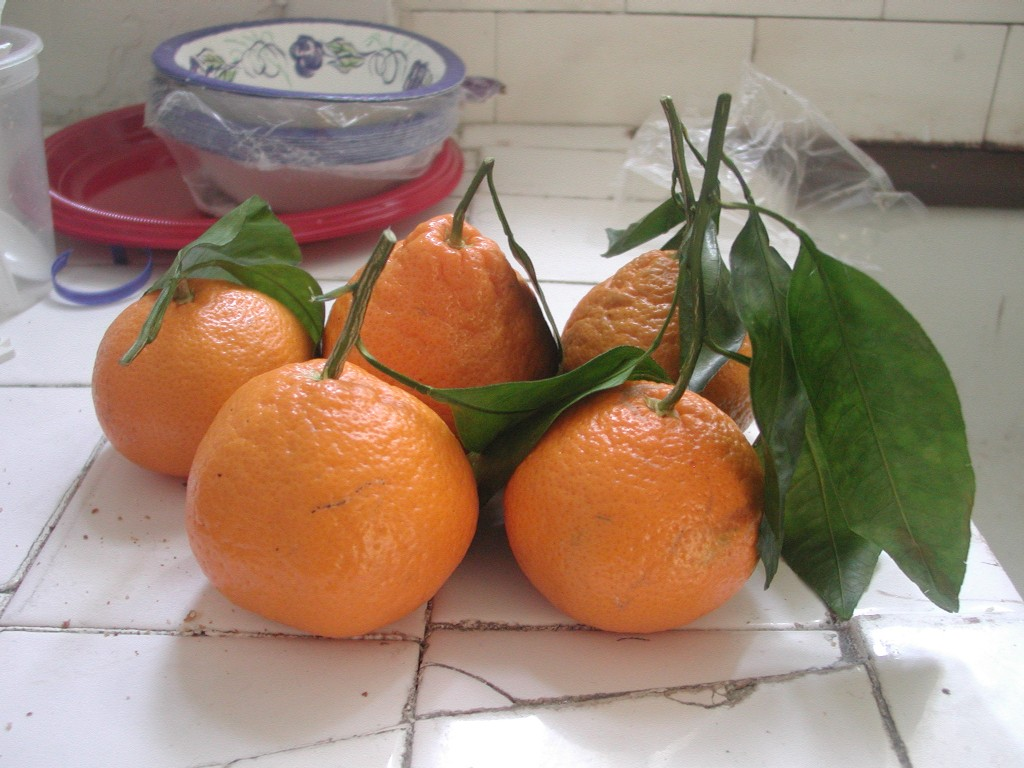
温州特产：瓯柑

温州面向海滨，又位于浙闽丘陵。海鲜与山货应有尽有。温州有独特的瓯菜，主要以清淡为主。又有许多独特的小吃以及特产。
- 主要的特产有瓯柑、杨梅（茶山梅）、子鲚、血蚶、乌牛早、酱油肉、鳗鲞等等。主要的小吃有鱼丸、敲鱼、胶冻、汤圆、餛飩、松糕、灯盏糕、马蹄松、猪油糕、双炊糕等等。

## 民间工艺
- 瓯绣、发绣、瓯塑、米塑、石雕、木雕、草编、竹编、釉面砖、漆器，木活字印刷术等等。

## 地方民俗
温州民俗丰富多样，有传统节日如元宵节、重五节等，也有一些其他地区汉族已经不流行的传统风俗，例如拦街福等。

## 语言
温州是使用多种语言的地区，各种语言之间差别甚大。以市區口音的吳語甌江片温州话为主，其次有150萬居民使用閩南語，主要來自三、四百年前大量的閩南移民，以蒼南縣為中心分佈，被稱為浙南閩語。另有甚少人使用吳語太湖片、贛語、閩北語、蛮话、金乡话、畲族话等。
溫州話歸屬在民國時期語言學研究中就有過爭議，雖然溫州在古代歷史中先后屬于福建甌國，但后因屬浙江會稽郡（今紹興市）管轄，雖然其祖先語言為甌話（非現代甌話）與中原語言（楚語），但在漢代后逐漸通行吳語和楚語，現代溫州方言中，基本組字法與語法上基本同于現代吳語，在紹興農村，江蘇蘇州古城區的幾個吳語代表地區對比后，則可發現溫州話雖然在整個吳語區中通用性最差，但與傳統北方吳語區的老城區（如紹興老城，蘇州老城，尤其以绍兴城区的太湖片构词与语音和南吴方言最为接近）通用性尚可（可聽懂，交流困難），而與現代吳語區（寧波市，上海市，無錫市）人則无法听懂（温州地区能理解部分北吴方言，尤其是上海和无锡、嘉兴等受官话影响较大的地区，而北吴地区则完全无法听懂温州话），而在閩語區則在任何一個城市均無法聽懂和交流。其后在宋代與明代雖然因受北方統治和福建移民涌入，但主體依然保持了古吳語的核心，而沒有隨古甌國地區（福建三明福州）發展為現代閩語。

## 宗教
温州人与中国其他沿海地区相比，温州人更为热衷宗教信仰，因此各种宗教在温州都得到了很大的发展。多种宗教在温州都相当盛行。需要提及的是，祖先崇拜在温州极为流行，清明节上坟在温州几乎可以说是一种宗教仪式，厚葬之风也因此盛行不衰，屡禁不止，还在各地修建各种祭祖祠堂。

### 佛教
佛教在温州传播的历史较长，信徒很多，佛教寺庙遍布全市城乡各处，每逢初一十五，大量虔诚的教徒前往寺庙烧香礼佛。境內著名寺廟有江心寺、妙果寺等，其中江心寺南宋时列为天下禅宗五山十刹第六刹。

### 道教
道教在温州各地都修建有具历史意义和规模的道观，星罗棋布的分布在大大小小的山麓间。虽然传统道教没有特别的盛行，不过本地信众仍虔心供奉香火，并维系着千年来抽签、卜卦、算命、还愿等民间传统，成为各地名山胜景处的一大宗教特色。

### 基督教
基督教在19世纪由内地会和循道公会的英国传教士传入，到1949年以前，温州地区已经有7万多基督教信徒，占全中国的1/10。今天，基督教在温州仍然非常活跃，信徒占总人口的比例是15％，也就是100多万。（官方数字）。教堂与聚会场所相当密集，城乡各处十字架随处可见。很多村庄都不止一间教堂，因此温州也常被称为“中国的耶路撒冷”。市区著名的基督教堂有：温州城西堂、花园巷教堂、永光堂、将军桥教堂、吴桥堂、警世堂等。

### 天主教
天主教在温州的信徒約有10万人，約占浙江全省的70%，其中大多数来自乐清，这10万人中还不包括地下的信徒。